# Virginia Slims of Los Angeles 1991
Virginia Slims of Los Angeles 1991 — жіночий тенісний турнір, що проходив на відкритих кортах з твердим покриттям Manhattan Country Club у Мангеттен-Біч (США). Належав до турнірів 2-ї категорії в рамках Туру WTA 1991. Турнір відбувсь увісімнадцяте і тривав з 12 до 18 серпня 1991 року. Перша сіяна Моніка Селеш виграла свій другий підряд титул на цьому турнірі й отримала 70 тис. доларів США.

## Фінальна частина

### Одиночний розряд
Моніка Селеш —  Кіміко Дате 6–3, 6–1
- Для Селеш це був 5-й титул в одиночному розряді за сезон і 15-й — за кар'єру.

### Парний розряд
Лариса Нейланд /  Наташа Звєрєва —  Гретхен Магерс /  Робін Вайт 6–1, 2–6, 6–2